# Eerste klasse 1993-94 (voetbal België)
Het seizoen 1993/94 van de Belgische Eerste Klasse ging van start in de zomer van 1993 en eindigde in de lente van 1994. RSC Anderlecht werd voor de 24ste maal landskampioen.
Voor aanvang van het seizoen volgde de Belgische bierbrouwerij Jupiler de Franse autofabrikant Peugeot op als hoofdsponsor van de competitie.

## Gepromoveerde teams
Deze teams waren gepromoveerd uit de Tweede Klasse voor de start van het seizoen:
- RFC Sérésien (kampioen in Tweede)
- KV Oostende (eindrondewinnaar)

## Degraderende teams
Deze teams degradeerden naar Tweede Klasse op het eind van het seizoen:
- KSV Waregem
- KRC Genk

## Titelstrijd
RSC Anderlecht werd landskampioen met een kleine voorsprong van 2 punten op Club Brugge.  De andere clubs kwamen tekort en volgden op het eind van het seizoen op 10 punten of meer.

## Europese strijd
Anderlecht was als landskampioen geplaatst voor de Champions League-voorrondes van het volgend seizoen. Club Brugge dat als tweede aanspraak kon maken op een Europees ticket had echter ook de finale van de Belgische Beker gespeeld en ondanks de 2-0 nederlaag tegen Anderlecht verdiende Brugge daardoor als verliezend bekerfinalist een plaats in de Beker voor Bekerwinnaars. Daarnaast plaatsten de nummer drie, vier en vijf, respectievelijk RFC Sérésien, R. Charleroi SC en Antwerp FC, zich voor de UEFA Cup.

## Degradatiestrijd
KSV Waregem en KRC Genk eindigden afgetekend op de laatste twee plaatsen en degradeerden.

## Eindstand
|         |    |                 | P  | W  | G  | V  | +  | -  | DS  | Ptn |
| ------- | -- | --------------- | -- | -- | -- | -- | -- | -- | --- | --- |
| K (CL)  | 1  | RSC Anderlecht  | 34 | 24 | 7  | 3  | 79 | 31 | 48  | 55  |
| (beker) | 2  | Club Brugge     | 34 | 20 | 13 | 1  | 54 | 19 | 35  | 53  |
| (UEFA)  | 3  | RFC Sérésien    | 34 | 15 | 13 | 6  | 50 | 27 | 23  | 43  |
| (UEFA)  | 4  | Charleroi       | 34 | 18 | 5  | 11 | 61 | 49 | 12  | 41  |
| (UEFA)  | 5  | Antwerp FC      | 34 | 14 | 13 | 7  | 44 | 38 | 6   | 41  |
|         | 6  | Standard        | 34 | 13 | 12 | 9  | 43 | 22 | 21  | 38  |
|         | 7  | KV Oostende     | 34 | 10 | 16 | 8  | 45 | 41 | 4   | 36  |
|         | 8  | KV Mechelen     | 34 | 10 | 15 | 9  | 40 | 40 | 0   | 35  |
|         | 9  | Beveren         | 34 | 11 | 11 | 12 | 42 | 40 | 2   | 33  |
|         | 10 | Germinal Ekeren | 34 | 11 | 10 | 13 | 49 | 48 | 1   | 32  |
|         | 11 | Lommel          | 34 | 10 | 10 | 14 | 42 | 50 | −8  | 30  |
|         | 12 | Cercle Brugge   | 34 | 9  | 11 | 14 | 52 | 63 | −11 | 29  |
|         | 13 | Club Liégeois   | 34 | 9  | 11 | 14 | 40 | 59 | −19 | 29  |
|         | 14 | Lierse          | 34 | 7  | 14 | 13 | 30 | 42 | −12 | 28  |
|         | 15 | KAA Gent        | 34 | 7  | 13 | 14 | 43 | 57 | −14 | 27  |
|         | 16 | RWDM            | 34 | 7  | 11 | 16 | 32 | 49 | −17 | 25  |
| D       | 17 | KSV Waregem     | 34 | 6  | 7  | 21 | 32 | 62 | −30 | 19  |
| D       | 18 | Genk            | 34 | 4  | 10 | 20 | 38 | 79 | −41 | 18  |

P: wedstrijden gespeeld, W: wedstrijden gewonnen, G: gelijke spelen, V: wedstrijden verloren, +: gescoorde doelpunten, -: doelpunten tegen, DS: doelsaldo, Ptn: totaal punten
K: kampioen, D: degradeert, (beker): bekerwinnaar, (CL): geplaatst voor Champions League, (UEFA): geplaatst voor UEFA-beker

## Topscorers
| Scorer                   | Goals | Team               | Land             |
| ------------------------ | ----- | ------------------ | ---------------- |
| Josip Weber              | 31    | Cercle Brugge      | Kroatië / België |
| Luc Nilis                | 25    | RSC Anderlecht     | België           |
| John Bosman              | 20    | RSC Anderlecht     | Nederland        |
| Sašo Udovič              | 20    | SK Beveren         | Slovenië         |
| Nebojša Malbaša          | 18    | Sporting Charleroi | Joegoslavië      |
| Edmilson Paulo da Silva  | 15    | RFC Seraing        | Brazilië         |
| Jean-Jacques Missé-Missé | 15    | Sporting Charleroi | Kameroen         |
| Daniel Amokachi          | 14    | Club Brugge        | Nigeria          |
| Eric Viscaal             | 14    | KAA Gent           | Nederland        |

Josip Weber van Cercle Brugge werd voor het derde seizoen op rij topschutter. Hij scoorde 31 keer.

## Individuele prijzen
- Gouden Schoen:  Pär Zetterberg (RSC Anderlecht)
- Profvoetballer van het Jaar:  Lorenzo Staelens (Club Brugge)
- Trainer van het Jaar:  Robert Waseige (Sporting Charleroi)
- Keeper van het Jaar:  Filip De Wilde (RSC Anderlecht)
- Scheidsrechter van het Jaar:  Guy Goethals
- Ebbenhouten Schoen:  Daniel Amokachi (Club Brugge)
- Jonge Profvoetballer van het Jaar:  Olivier Doll (RFC Seraing)

1895/96 · 1896/97 · 1897/98 · 1898/99 · 1899/00 · 1900/01 · 1901/02 · 1902/03 · 1903/04 · 1904/05 · 1905/06 · 1906/07 · 1907/08 · 1908/09 · 1909/10 · 1910/11 · 1911/12 · 1912/13 · 1913/14 · 1914/15 · 1915/16 · 1916/17 · 1917/18 · 1918/19 · 
1919/20 · 1920/21 · 1921/22 · 1922/23 · 1923/24 · 1924/25 · 1925/26 · 1926/27 · 1927/28 · 1928/29 · 1929/30 · 1930/31 · 1931/32 · 1932/33 · 1933/34 · 1934/35 · 1935/36 · 1936/37 · 1937/38 · 1938/39 · 1939/40 · 1940/41 · 1941/42 · 1942/43 · 1943/44 · 1944/45 · 1945/46 · 1946/47 · 1947/48 · 1948/49 · 1949/50 · 1950/51 · 1951/52 · 1952/53 · 1953/54 · 1954/55 · 1955/56 · 1956/57 · 1957/58 · 1958/59 · 1959/60 · 1960/61 · 1961/62 · 1962/63 · 1963/64 · 1964/65 · 1965/66 · 1966/67 · 1967/68 · 1968/69 · 1969/70 · 1970/71 · 1971/72 · 1972/73 · 1973/74 · 1974/75 · 1975/76 · 1976/77 · 1977/78 · 1978/79 · 1979/80 · 1980/81 · 1981/82 · 1982/83 · 1983/84 · 1984/85 · 1985/86 · 1986/87 · 1987/88 · 1988/89 · 1989/90 · 1990/91 · 1991/92 · 1992/93 · 1993/94 · 1994/95 · 1995/96 · 1996/97 · 1997/98 · 1998/99 · 1999/00 · 2000/01 · 2001/02 · 2002/03 · 2003/04 · 2004/05 · 2005/06 · 2006/07 · 2007/08 · 2008/09 · 2009/10 · 2010/11 · 2011/12 · 2012/13 · 2013/14 · 2014/15 · 2015/16 · 2016/17 · 2017/18 · 2018/19 · 2019/20 · 2020/21· 2021/22 · 2022/23 · 2023/24 · 2024/25